# 에마 록하트
에마 록하트(Emma Lockhart, 1994년 12월 15일 ~ )는 미국의 배우, 모델이다.

## 영화
- 에이스 벤츄라 3 (2009년)
- 싸인 시커: 여섯 개의 빛을 찾아서 (2007년) - 그웬 스탠턴 역
- 캔바스 (2006년)
- 이슬람 세계에서 코미디 찾기 (2005년)
- 배트맨 비긴즈 (2005년) - 레이첼 도스 8살 역